# Постель, Гийом
Гийо́м Посте́ль (фр. Guillaume Postel; 25 марта 1510, Барантон, Нормандия — 6 сентября 1581, Париж; по другим версиям — Трапп, близ Парижа) — французский философ-мистик и гуманист XVI века, «эрудит-утопист», как назвал его Умберто Эко. Получил известность как комментатор и переводчик книг по каббале, а также как создатель универсальной теократической концепции. Гийому Постелю принадлежит первый перевод на латинский язык Протоевангелия Иакова, а также одна из ранних карт мира (куда Постель включил и земной Рай).

## Биография
Выходец из бедной семьи, Постель сумел устроиться слугой ректора парижского коллежа Сент-Барб и самостоятельно изучил латынь, греческий и древнееврейский языки.

### Поездка в Константинополь
Благодаря его образованности и по ходатайству Маргариты Наваррской король Франциск I включил его в состав свиты первого посланника Франции в Константинополе Жана де Лафоре (1535—1537). Здесь Постель выучил арабский язык и загорелся идеей обратить мусульман в христианство. Из поездки Постель привёз несколько ценных арабских манускриптов и составленный им труд под названием «Linguarum duodecim characteribus differentium alphabetum» (1538; алфавит двенадцати языков, включая арабский). В 1539 был назначен профессором Коллежа Трёх Языков (предшественник Коллеж де Франс).

### Поездка в Италию
В ходе следующей поездки (в Италию) Постель познакомился с Игнатием Лойолой (1544), стал членом ордена иезуитов, но впоследствии был исключён из него. В 1547—1549 годах находился в Венеции, где служил капелланом госпиталя святых Иоанна и Павла и цензором книг на иврите. Здесь же он стал исповедником ясновидящей матери Иоанны, которая оказала большое влияние на формирование его взглядов. После кончины Иоанны он счёл её Венецианской Девой, продолжившей дело Орлеанской Девы — Жанны д’Арк и воплощением Души мира. В 1551 или 1552 году Постель объявил себя претерпевшим трансмутацию первенцем Венецианской Девы и выразил готовность продемонстрировать своё бессмертие на костре.

### Скитания
В 1549 году Постель снова отправился на Восток, затем некоторое время преподавал в Париже. Однако недовольный его взглядами Генрих II заставил философа бросить преподавание; Постель скитается по Европе (Швейцария, Австрия), снова едет в Венецию, узнав, что его сочинения собираются занести в Индекс запрещённых книг. Подозревая Постеля в ереси, инквизиция вначале пыталась принудить его к отречению, но в 1555 году признала его безумцем (с формулировкой non malus sed amens) и подвергла тюремному заключению. Около 1562 года он вернулся в Париж. Умер в парижском аббатстве Сен-Мартен-де-Шан, где находился в фактическом заточении (ныне в этом сооружении находится Музей искусств и ремёсел).

## Сочинения
Наследие Постеля обширно и разнообразно; стиль его сочинений, соединяющих в себе научные выкладки с мифопоэтическими и откровенно визионерскими, чрезвычайно затемнён. Среди написанных им книг — труды в области истории, географии, филологии, религии. Несомненный интерес представляет его трактат «О государстве турок» («La République des Turcs», 1540; расширенное издание — 1560), где содержится апология Османской империи времён Сулеймана I. Книга «Сокровище Вселенских Пророчеств» («Le thrésor des Prophéties de l’Univers», возможно, впервые издана в 1552) во многом предвосхищает «Центурии» Нострадамуса ( (недоступная ссылка)  (недоступная ссылка с 10-05-2013 [4332 дня])). В 1566 году вышла подписанная именем секретаря Постеля книга «Чудо в Лане» («Le Miracle de Laon»), где изложен имевший место в XVI веке в городе Лан случай изгнания дьявола через таинство Евхаристии ().

### Гебраистика

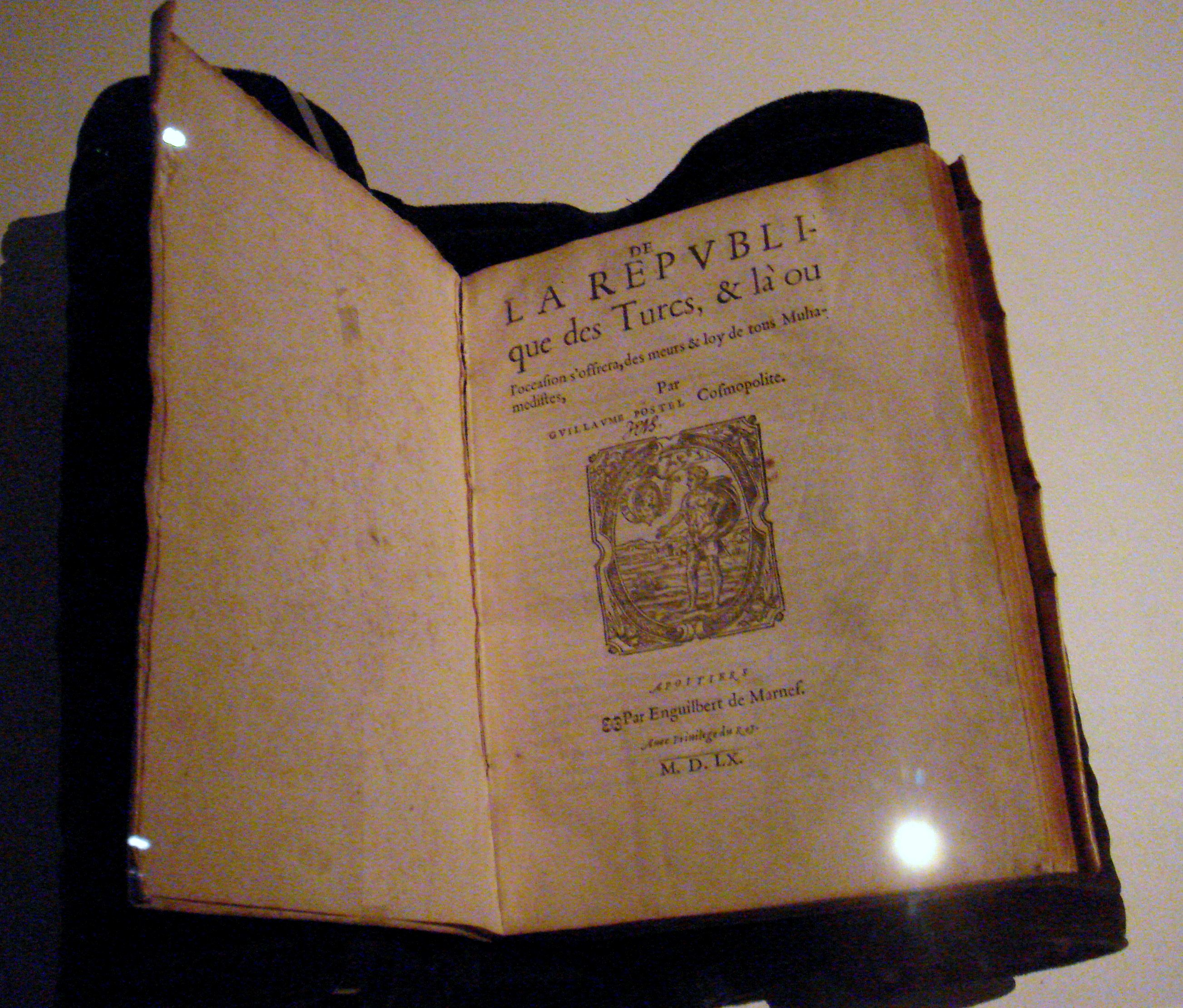
Титульный лист «La République des Turcs» (издание 1560 года, Пуатье).

Постель является переводчиком на латинский язык двух книг по каббале: «Зогар» (два перевода, выполненные с интервалом в 15 лет) и «Сефер Йецира».

### «О вселенском согласии»
Главное сочинение Постеля — трактат «О вселенском согласии» («De orbis terrae concordia»), опубликованный в 1543 году в Базеле. Здесь излагается отчасти навеянная Жаном Боденом теория всемирной монархии, которую Постель считал вполне осуществимой в не слишком отдалённом будущем. По мнению Постеля, надлежит преодолеть разобщенность и отсутствие взаимопонимания между народами, порожденное вавилонским столпотворением; выход — в выявлении и всеобщем изучении материнского праязыка. Таким языком Постель считал древнееврейский — язык Адама и Евы. Доктрина Постеля носит националистический характер, так как собирание народов под эгидой древнееврейского языка должен осуществить, по его мнению, французский монарх. Свою позицию философ основывал на лингвистической аргументации: gallus по-древнееврейски — победивший воды"; следовательно, именно галлы и их глава суть истинные потомки ветхозаветного Ноя, спасшего человечество от Всемирного потопа.

## Влияние
Влияние идей Постеля ощущается в насыщенной герметизмом поэзии Ги Лёфевра де ла Бодри, а также в трудах алхимика и астролога Блеза де Виженера.